# Common Voice
Common Voice est un projet de myriadisation initié par Mozilla dans le but de produire une base de données libre pour la reconnaissance automatique de la parole. Il est soutenu par des volontaires qui enregistrent des phrases avec un microphone et vérifient les enregistrements d'autres utilisateurs. Les audios et leur transcription sont ensuite réunis dans une base de données du domaine public, sous la licence CC0. Cette licence permet aux développeurs d'utiliser la base de données vocales pour leurs applications de reconnaissance vocale (en anglais Speech-to-text, STT) sans coûts ni restrictions.

## Objectif
L'objectif de Common Voice est de récolter des échantillons de voix variés. Selon Katharina Borchert, responsable en chef de l'innovation chez Mozilla, de nombreux projets de reconnaissance vocale existants ont récupéré leurs données depuis des radios publiques, et les jeux de données traditionnels ont tendance à sous-représenter les femmes ainsi que les personnes ayant un accent minoritaire,.

## Statistiques
La base de données Common Voice en anglais est la deuxième plus grande base librement accessible pour cette langue, après LibriSpeech. Lorsque les premières données furent publiées, le 29 novembre 2017, plus de 20 000 utilisateurs autour du monde avaient enregistré et validé 400 000 phrases, pour une durée cumulée de 500 heures d'enregistrements audio.
En février 2019, un premier lot de langues fut ouvert à la réutilisation. Il comprenait 18 langues, dont l'anglais, le français, l'allemand et le chinois mandarin, mais également des langues moins répandues telles que gallois et le kabyle. Au total, près de 1 400 heures de voix avaient déjà été enregistrées par plus de 42 000 contributeurs.
En juillet 2020, le projet avait récolté 7 226 heures d'enregistrements vocaux dans 54 langues, dont 5 591 heures vérifiées par des contributeurs.
En avril 2021, plus de 65 langues sont représentées sur la plateforme.
Le projet dispose de plus de 680 heures d'enregistrements audio en français, dont plus de 600 heures vérifiées par des contributeurs.